# Isochromodes nebulosa
Isochromodes nebulosa là một loài bướm đêm trong họ Geometridae.